# 다케하라정
다케하라정(竹原町)은 히로시마현 도요타군에 있던 정이다. 현재의 다케하라시의 일부에 해당한다